# Telesilla

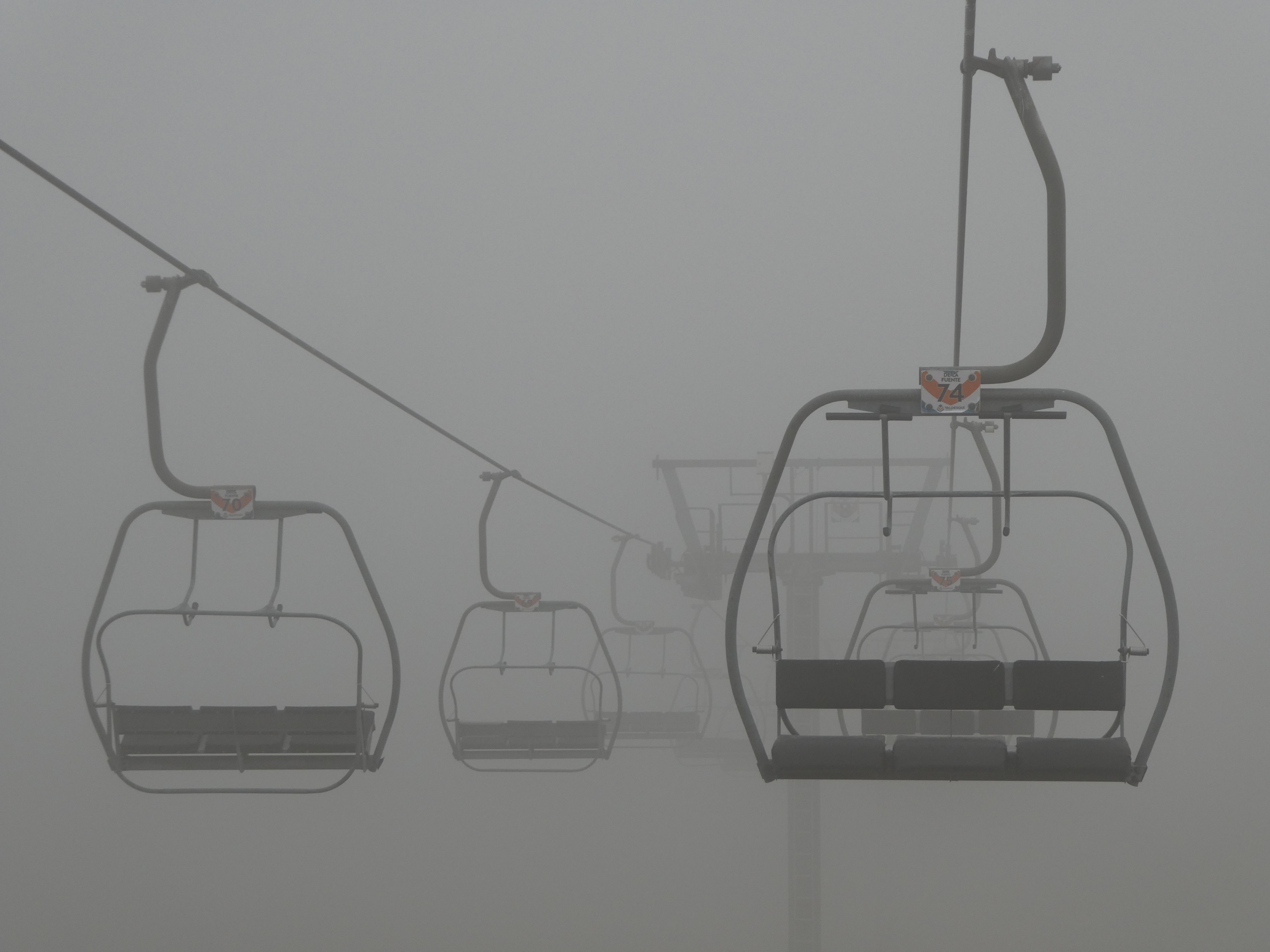
Telesilla con niebla en Valdesquí (Sierra de Guadarrama).

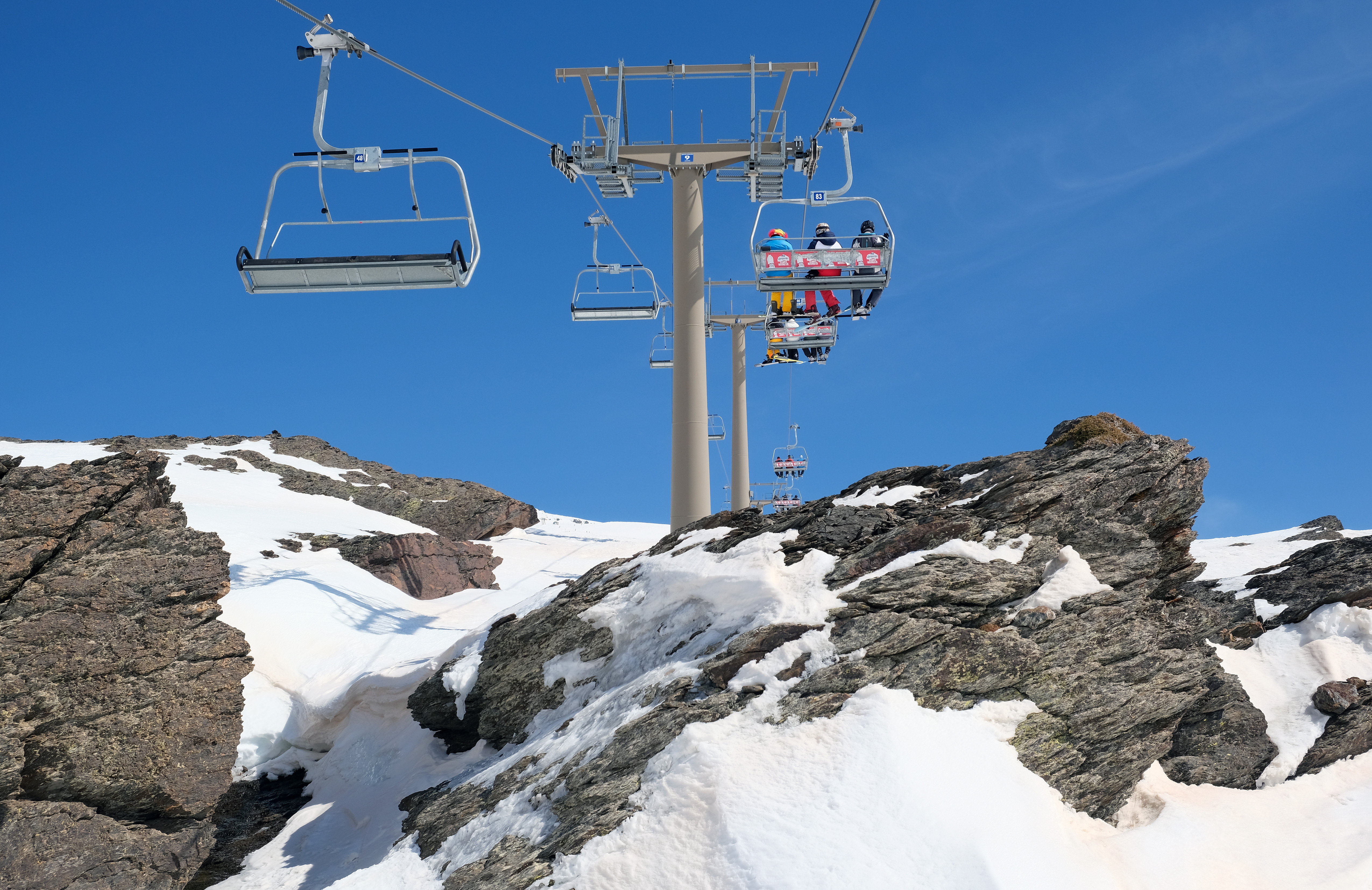
Telesilla en Sierra Nevada (España).

El o la telesilla, en algunos lugares llamada también aerosilla o andarivel, es un sistema de transporte entendido como aparato de remonte que consta de una serie de asientos suspendidos de un cable de tracción.
La altura del cable respecto del nivel de la nieve es como mínimo la necesaria para que un esquiador pueda pasar por debajo de las sillas sin tener que temer tocar con la cabeza los esquíes de la gente que está sentada en la silla (puesto que en general llevan los esquíes puestos). Solo cerca de las estaciones de base y final de trayecto, el cable circula cerca del suelo, de manera que los asientos de las sillas queden a la altura de las rodillas de los esquiadores, que así podrán subir y bajar con facilidad.
Para evitar que, una vez sentados, los esquiadores se caigan de la silla, ésta dispone a menudo de un elemento de seguridad que lo impide (antiguamente era una cadena que cada uno tenía que encadenar a los laterales, actualmente es una barra inclinable y que a menudo lleva incorporada unos apoyos para los pies). El número de posibles ocupantes por silla es de entre uno y ocho, siendo los más frecuentes de 4 y 6 personas. Con el fin de suavizar el impacto de las condiciones meteorológicas adversas, a veces se instala en las sillas una especie de carcasa transparente abatible voluntariamente (así como una protección de seguridad) que tapa el cuerpo de los ocupantes (pero no los pies, que siguen a la intemperie). Se puede entender también como una forma de «teleférico» o «telecabina sin cubierta».

## Embrague y doble acceso
El número de sillas que hay colgadas en el cable es constante, ahora bien, éstas no siempre están enganchadas. En función de este hecho distinguimos dos tipos de telesilla:
- Pinza fija: Las sillas van siempre enganchadas al cable. La velocidad de este queda limitada a poco más de 2 m/s, que es lo que permite a los esquiadores que al subir no reciban un golpe demasiado grande y que al bajar no salgan con demasiada velocidad.
- Desembragable: Las sillas se separan del cable al llegar a las estaciones superior e inferior, donde adoptan una velocidad más lenta. Así, el cable puede circular a una velocidad mayor a la vez que la gente puede subir y bajar de las sillas más cómodamente. La velocidad del cable es normalmente de 5 m/s.

Con el fin de aumentar la densidad de sillas en el cable, se ha inventado el sistema de doble acceso, que consiste en hacer circular las sillas que llegan a la base del remonte por dos caminos diferentes alternativamente (de manera que la gente tenga más tiempo para entrar), volviendo a ponerse una detrás de la otra al reengancharse al cable. El sistema no se aplica a la estación superior porque se ha visto que lo que limitaba el rendimiento del remonte era el tiempo mínimo que la gente necesita para sentarse y acomodarse a la silla, no para salir.

## Evolución histórica
A pesar de existir desde casi los inicios de las estaciones de esquí, los telesillas fueron durante muchos años arrinconados como instalación de remonte predominante por el telesquí, en comparación con el cual son generalmente más caros y sensibles al viento. Últimamente, sin embargo, su mayor capacidad, así como el hecho de que, a pesar de requerir más o menos espacio (de montaña) este no requiere un uso exclusivo (ya que va suspendida y puede haber esquiadores abajo) les ha hecho predominar. Hasta hace unos años parecía que la tendencia de las grandes estaciones mundiales era sustituir los telesillas de los grandes ejes de la estación (mucho tráfico, y con mucho desnivel o longitud) por otros dispositivos de remonte de alta capacidad que no sometieran a los esquiadores a las inclemencias del tiempo, como telecabinas, teleféricos o funiculares. Este proceso se ha visto frenado por la aparición de los telesillas de cabina, que permiten una protección suficiente a la vez que evitan a los esquiadores la molestia de tener que sacarse los esquíes en cada subida (reduciendo pues, el tiempo total de uso)